# Liste der Stolpersteine in Reinheim
Die Liste der Stolpersteine in Reinheim enthält die Stolpersteine, die im Rahmen des gleichnamigen Kunst-Projekts von Gunter Demnig in Reinheim verlegt wurden. Mit ihnen soll an die Opfer des Nationalsozialismus erinnert werden, die in Reinheim lebten und wirkten.

## Liste der Stolpersteine
| Name              | Adresse                      | Bild | Inschrift                                                                                             | Verlegedatum  | Biografie und Anmerkungen |
| ----------------- | ---------------------------- | ---- | --- | ------------- | ------------------------- |
| Simon Schack      | Bachgasse 1 (Spachbrücken) · |      | Hier wohnte Simon Schack Jg. 1876 deportiert 1942 Theresienstadt ermordet 27.2.1943                   | 11. Apr. 2019 |                           |
| Rosa Schack       | Bachgasse 1 (Spachbrücken) · |      | Hier wohnte Rosa Schack geb. May Jg. 1875 deportiert 1942 Theresienstadt ermordet 21.11.1942          | 11. Apr. 2019 |                           |
| Max Karlsberg     | Jahnstraße 6 ·               |      | Hier wohnte Max Karlsberg Jg. 1877 deportiert 1941 Kowno ermordet 25.11.1941                          | 31. März 2011 |                           |
| Rosa Karlsberg    | Jahnstraße 6 ·               |      | Hier wohnte Rosa Karlsberg geb. Goldschmidt Jg. 1889 deportiert 1941 Kowno ermordet 25.11.1941        | 31. März 2011 |                           |
| Joseph Vohrenberg | Ueberauer Straße 16 ·        |      | Hier wohnte Joseph Vohrenberg Jg. 1865 deportiert Theresienstadt ermordet 17.5.1943                   | 31. März 2011 |                           |
| Thekla Vohrenberg | Ueberauer Straße 16 ·        |      | Hier wohnte Thekla Vohrenberg geb. Heidingsfeld Jg. 1868 deportiert Theresienstadt ermordet 23.3.1943 | 31. März 2011 |                           |
| Jakob Vohrenberg  | Ueberauer Straße 16 ·        |      | Hier wohnte Jakob Vohrenberg Jg. 1897 deportiert Theresienstadt ermordet 27.4.1943                    | 31. März 2011 |                           |